# 厄恩斯特 (伊利諾伊州)
厄恩斯特（英語：Ernst）是位於美國伊利諾伊州克拉克縣的一個非建制地區。該地的面積和人口皆未知。

## 地理
厄恩斯特的座標為39°18′58″N 87°40′23″W / 39.31611°N 87.67306°W，而該地的平均海拔高度為174米（即571英尺）。